# Saint-Jean-de-Cornies
Saint-Jean-de-Cornies is een gemeente in het Franse departement Hérault (regio Occitanie) en telt 478 inwoners (1999). De gemeente werd op 1 januari 2017 overgeheveld van het arrondissement Montpellier naar het arrondissement Lodève.

## Geografie
De oppervlakte van Saint-Jean-de-Cornies bedraagt 3,1 km², de bevolkingsdichtheid is 154,2 inwoners per km².
De onderstaande kaart toont de ligging van Saint-Jean-de-Cornies met de belangrijkste infrastructuur en aangrenzende gemeenten.

## Demografie
Onderstaande figuur toont het verloop van het inwonertal (bron: INSEE-tellingen).